# Master of the Rings
Master Of The Rings, är det tyska power metal-bandet Helloweens sjätte album, utgivet i juli 1994 på Raw Power, och i Japan på Victor i augusti samma år.
Albumet var bandets första med sångaren Andi Deris och trummisen Uli Kusch som ersatte Michael Kiske respektive Ingo Schwichtenberg.
Tre singlar med tillhörande musikvideor släpptes: "Where the Rain Grows", "Mr. Ego (Take Me Down)" och "Perfect Gentleman".

## Låtlista
1. "Irritation (Weik Editude 112 in C)" (instrumental) – 1:14
2. "Sole Survivor" – 4:33
3. "Where the Rain Grows" – 4:47
4. "Why?" – 4:12
5. "Mr. Ego (Take Me Down)" – 7:03
6. "Perfect Gentleman" – 3:53
7. "The Game Is On" – 4:41
8. "Secret Alibi" – 5:49
9. "Take Me Home" – 4:26
10. "In The Middle Of A Heartbeat" – 4:30
11. "Still We Go" – 5:10

Bonusspår på den japanska utgåvan
1. "Can't Fight Your Desire" – 3:45
2. "Grapowski's Malmsuite 1001 (In D-Doll)" (instrumental) – 6:33

## Medverkande
Musiker
- Andi Deris – sång
- Michael Weikath – gitarr
- Roland Grapow – gitarr
- Markus Grosskopf – basgitarr
- Uli Kusch – trummor

Bidragande musiker
- Jörn Ellerbrock – keyboard, programmering
- Tommy Hansen – programmering

Produktion
- Tommy Hansen – producent, mixning
- Michael Tibes – inspelningstekniker
- Ian Cooper – mastering
- Silvia Grapow – låttext
- Frederick Moulaert – omslagskonst
- George Chin – foto